# Anita Synnestvedt
Anita Synnesvedt, född 20 december 1956, är en svensk forskare i arkeologi, verksam vid Göteborgs universitet.
Hon disputerade 2008 med avhandlingen Fornlämningsplatsen: Kärleksaffär eller trist historia, där hon utforska hur fornlämningsplatser används idag.
Hennes forskningsexpertis är fornlämningsplatser, kulturarvsfrågor, och samtidsarkeologi och hon är även aktiv inom pedagogiska forskningsfrågor och kulturarvspedagogik.
Mellan 2012 och 2015 var hon ordförande för Svenska arkeologiska samfundet.
Sedan 2014 är hon vid sidan av forskningen verksam som koordinator för Kulturarvsakademin vid Göteborgs universitet, i sin tur del av universitetets excellensområde Critical Heritage Studies.

## Publikationer i urval
- Synnestvedt, Anita (2017). Can you dig it: ett möte mellan samtida konst och arkeologi. Fynd / tidskrift för Göteborgs stadsmuseum och Fornminnesföreningen i Göteborg. 2016, s. 70-75.
- Persson, Maria & Synnestvedt, Anita (2013). The management of heritage sites - in need of a vital spark?. Counterpoint : essays in archaeology and heritage studies in honour of professor Kristian Kristiansen. S. 725-731

- Synnestvedt, Anita (2008). "Dom gör med hjärtat": kulturarvspedagogikens teori och metod. Göteborg: Bricouleur press. ISBN 9789185411054
- Synnestvedt, Anita & Persson, Maria (2007). Mångkulturella möten kring en forntida lämning: rapport om utgrävningen kring en hällkista i Bergsjön, Göteborg. Lindome: Bricoleur Press. ISBN 9185411027.
- Synnestvedt, Anita (2006). Out in the air: the cultural heritage site as an arena for archaeology, health, pedagogy and fun. Current Swedish archaeology. 2006(14), s. 67-85.
- Synnestvedt, Anita (2005). Making people visible: tapestries from Viking Age Norway. I Gender locales and local genders in archaeology.